# Pasquale Massacra
Pasquale Massacra (Pavia, 23 febbraio 1819 – Pavia, 16 marzo 1849) è stato un pittore italiano.

## Biografia
Nasce a Pavia nel 1819. Nonostante le umili origini, la sua predisposizione pittorica viene agevolata dalla stessa famiglia, che lo affida prima ad un intagliatore di ornato, poi a un verniciatore di insegne: Paolo Santi. Nel 1838, per interessamento di Cesare Ferreri, direttore della Civica Scuola di Disegno e di Incisione (in seguito divenuta Civica Scuola di Pittura), si iscrive ai corsi. Più che positive le segnalazioni ottenute nei saggi annuali di fine anno, eppure nel 1841 il giovane abbandona gli studi.
Si dedica a numerose committenze - fra cui quelle di pavesi illustri come il Carpanelli e il Marozzi - realizzando soprattutto soggetti storici e patriottici. Da Pavia la fama di Massacra vola a Milano. Le sue opere presentate all'Accademia di Belle Arti di Brera ricevono giudizi estremamente favorevoli e l'artista, ancora giovanissimo, viene salutato come un potenziale innovatore della futura pittura italiana. Il pittore Hayez, con cui ebbe dei contatti, fu per lui un maestro e fu prodigo di consigli e suggerimenti. 
Nel 1848, con il ritorno degli austriaci a Pavia, si era rifugiato in territorio piemontese e aveva iniziato la militanza anti-austriaca. Ma la morte è in agguato: la sua vita viene stroncata nel 1849, a soli 30 anni in una tragica azione patriottica. Dopo aver ideato un piano per la diserzione e preparato la fuga, venne tradito da tre militari con cui si era incontrato in un’osteria sull'angolo fra corso Garibaldi e via Ugo Foscolo. I tre finsero di riaccompagnarlo a casa a fine serata, ma l'intenzione era arrestarlo. Massacra se ne accorse durante il tragitto e cercò di scappare, nella colluttazione uccise due dei tre soldati ma il terzo lo trafisse con la lama della baionetta. Ferito a morte, ci fu solo il tempo di far accorrere la madre, la sorella e il cognato e di dare loro un estremo saluto. La via dove Massacra morì (Via San Giovanni in Borgo, zona Collegio Borromeo) venne reintitolata alla sua memoria e oggi si chiama Via Pasquale Massacra.
Nella memoria popolare cittadina rimane vivo tutt'oggi lo scioglilingua in dialetto pavese Masacra masacrà l’è mort masacrand (Massacra, massacrato, è morto massacrando).
Tra i suoi dipinti conservati presso i Musei Civici: La madre di Ricciardino Langosco in traccia del cadavere del figlio, 1846; Frate Jacopo Bossolaro che dal carroccio arringa il popolo eccitandolo contro i Beccaria; Ritratto di giovinetta; Autoritratto.
Altri dipinti: Vergine col Bambino e S. Siro, Basilica di San Michele Maggiore; Storie di S. Antonio nel deserto, chiesa di Santa Maria del Carmine. "San Carlo Borromeo", [chiesa di San Carlo presso [Villa Cairoli a Gropello Cairoli].